# Vaunthompsonia caeca
Vaunthompsonia caeca är en kräftdjursart som beskrevs av Bonnier 1895. Vaunthompsonia caeca ingår i släktet Vaunthompsonia och familjen Bodotriidae. Inga underarter finns listade i Catalogue of Life.